# Scopula assimilaria
Scopula assimilaria är en fjärilsart som beskrevs av Otto Staudinger 1892. Scopula assimilaria ingår i släktet Scopula och familjen mätare. Inga underarter finns listade.